# GLAY DOME TOUR 2001-2002 ONE LOVE
『GLAY DOME TOUR 2001-2002 ONE LOVE』はGLAYが2002年8月28日にリリースしたライブビデオ。販売元はユニバーサルミュージック。

## 概要
2001年から2002年にかけて行われた「GLAY DOME TOUR 2001-2002 “ONE LOVE”」から、最終日の2002年1月15日に行われた東京ドームでのライブ映像を収録。
JIROとHISASHIのソロコーナーも収められている。なお本編はノーカットだが、アンコールは当時未発表曲で後に「Way of Difference」のカップリング曲となった「卒業まで、あと少し」と、「ACID HEAD」の2曲のみが収録された。

## 収録曲
1. OPENING
2. ALL STANDARD IS YOU
3. 嫉妬
4. WET DREAM
5. Prize
6. 君が見つめた海
7. Fighting Spirit
8. ひとひらの自由
9. HIGHWAY NO.5
10. mister popcorn
11. 電気イルカ奇妙ナ嗜好
12. VIVA VIVA VIVA
13. Way of Difference
14. 夢遊病
15. Christmas Ring
16. STAY TUNED
17. MERMAID
18. THINK ABOUT MY DAUGHTER
19. GLOBAL COMMUNICATION
20. 卒業まで、あと少し
21. ACID HEAD
22. ENDING